# Vsmart Star 4
Vsmart Star 4 là điện thoại di động thông minh thuộc thế hệ thứ 4 được thiết kế, phát triển và giới thiệu ra thị trường ngày 9 tháng 7 năm 2020 bởi Công ty cổ phần nghiên cứu và sản xuất VinSmart, một thành viên tập đoàn Vingroup như là sự tiếp nối của VSmart Star 3.

## Mô tả, thông số
Vsmart Star 4 được trang bị phụ kiện đi kèm dây sạc USB Type-C, sạc 10W, tai nghe, ốp lưng, sách hướng dẫn sử dụng, dụng cụ lấy sim, Khe cắm: 2 Nano-SIM hoặc 1 Nano-SIM + 1 MicroSD. Wi-Fi 802.11 b/g/n, Wi-Fi Hotspot và Bluetooth 4.2. Màn hình LCD IPS, máy cho góc nhìn rộng nhưng màu sắc hơi rực, độ sáng cũng ở mức trung bình khá, hơi khó nhìn khi nhìn ngoài trời dưới ánh nắng trực tiếp. Máy có màu Đen, Trắng, Vàng, Xanh Mint, Xanh Cobalt

## Hình ảnh

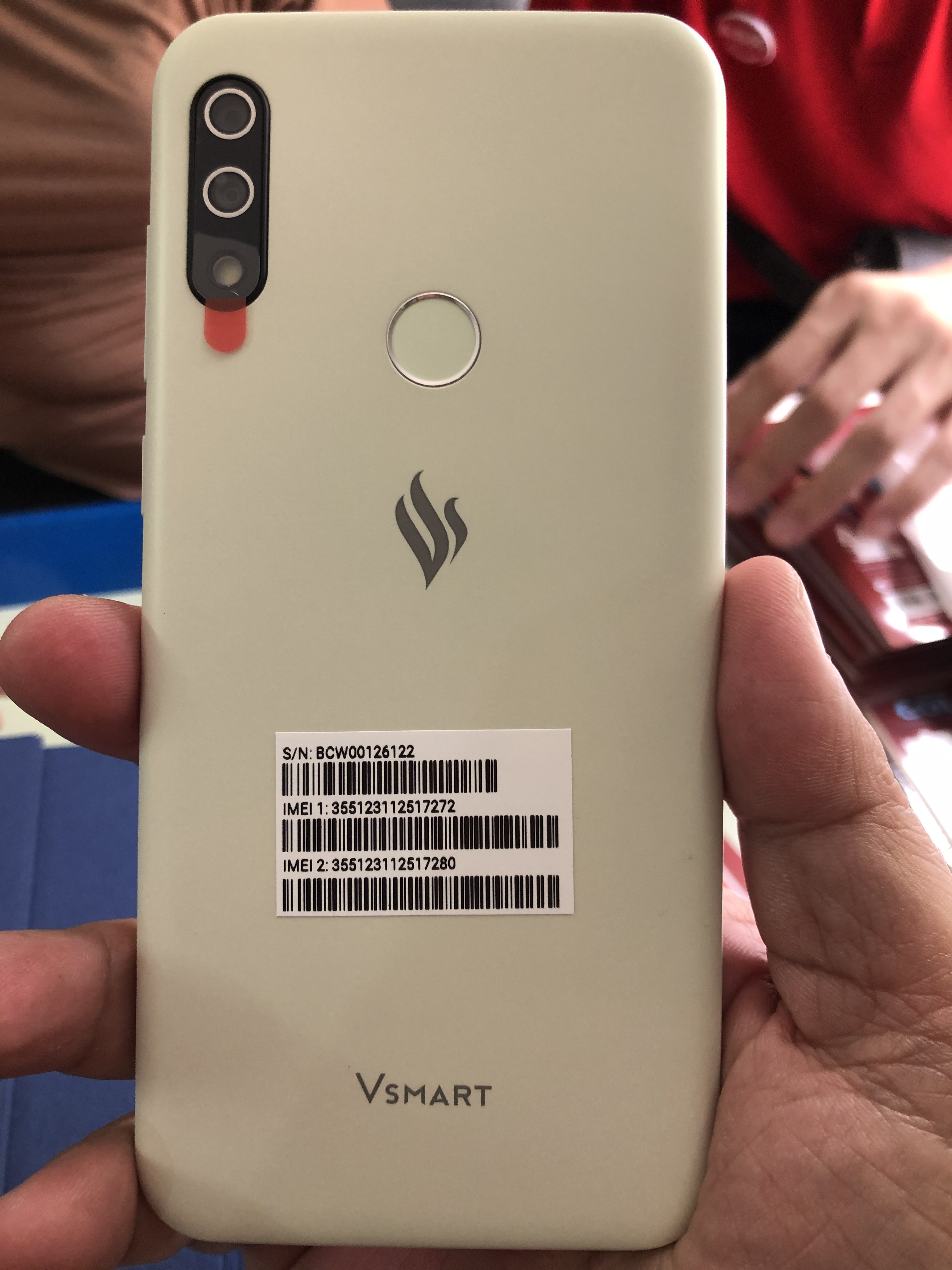
Mặt lưng
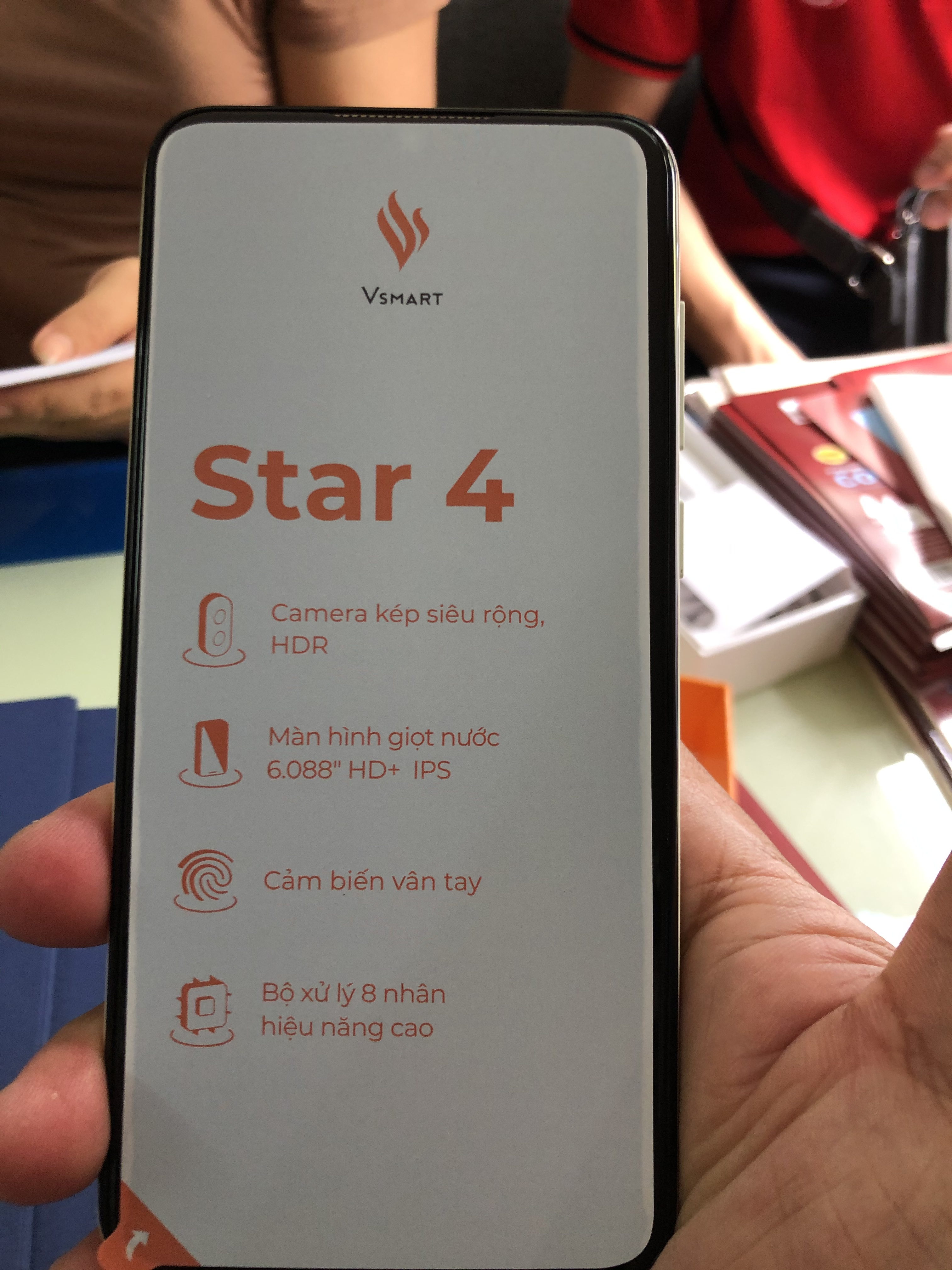
Mặt trước